# Gers (fiume)
Il Gers è un fiume della Francia sud-occidentale, affluente di sinistra della Garonna. Da esso prende il nome il dipartimento francese omonimo.

## Percorso
Il fiume nasce sul versante settentrionale dei Pirenei centrali, sull'Altopiano di Lannemezan, nel dipartimento degli Alti Pirenei, quindi fluisce in direzione sud-nord nel dipartimento di Gers, attraversando le città di Chélan, Panassac, Masseube, Seissan, Pavie, Auch, Preignan, Montestruc-sur-Gers, Fleurance e Lectoure, entra nel dipartimento del Lot e Garonna dove confluisce nella Garonna a sud di Agen, dopo un percorso di 178 km.

### Città e comuni attraversati
Esso attraversa in totale i seguenti 48 comuni dei tre dipartimenti interessati al suo percorso (da monte verso valle; il numero tra parentesi è quello distintivo del dipartimento):
Alti Pirenei (65)
Lannemezan (sorgente), Uglas, Réjaumont, Tajan, Monlong, Lassales, Gaussan, Laran, Monléon-Magnoac, Aries-Espénan, Sariac-Magnoac
Gers (32)
Arrouède, Chélan, Panassac, Masseube, Labarthe, Pouy-Loubrin, Seissan, Ornézan, Sansan, Orbessan, Boucagnères, Lasseube-Propre, Auterive, Pavie, Auch, Preignan, Roquelaure, Roquefort, Sainte-Christie, Puységur, Montestruc-sur-Gers, Gavarret-sur-Aulouste, Lalanne, Céran, Fleurance, Castelnau-d'Arbieu, Pauilhac, Lectoure, Saint-Martin-de-Goyne, Castéra-Lectourois, Saint-Mézard, Sempesserre, Pergain-Taillac
Lot e Garonna (47)
Astaffort, Fals, Layrac (confluenza), Boé

## Affluenti
- (D) Cier,13,7 km
- (S) Gèze, 11,7 km
- (S) Cédon, 18,7 km
- (S) Sousson, 33,9 km
- (D) Arçon, 18,2 km
- (D) Aulouste, 20,6 km
- (S) Talouch, 14 km
- (S) Ousse, 10,6 km
- (S) Lauze, 16,3 km
- (S) Auchie, 15,8 km